# Шиподзьоб бурий
Шиподзьоб бурий (Acanthiza pusilla) — вид горобцеподібних птахів родини шиподзьобових (Acanthizidae). Ендемік Австралії.

## Опис

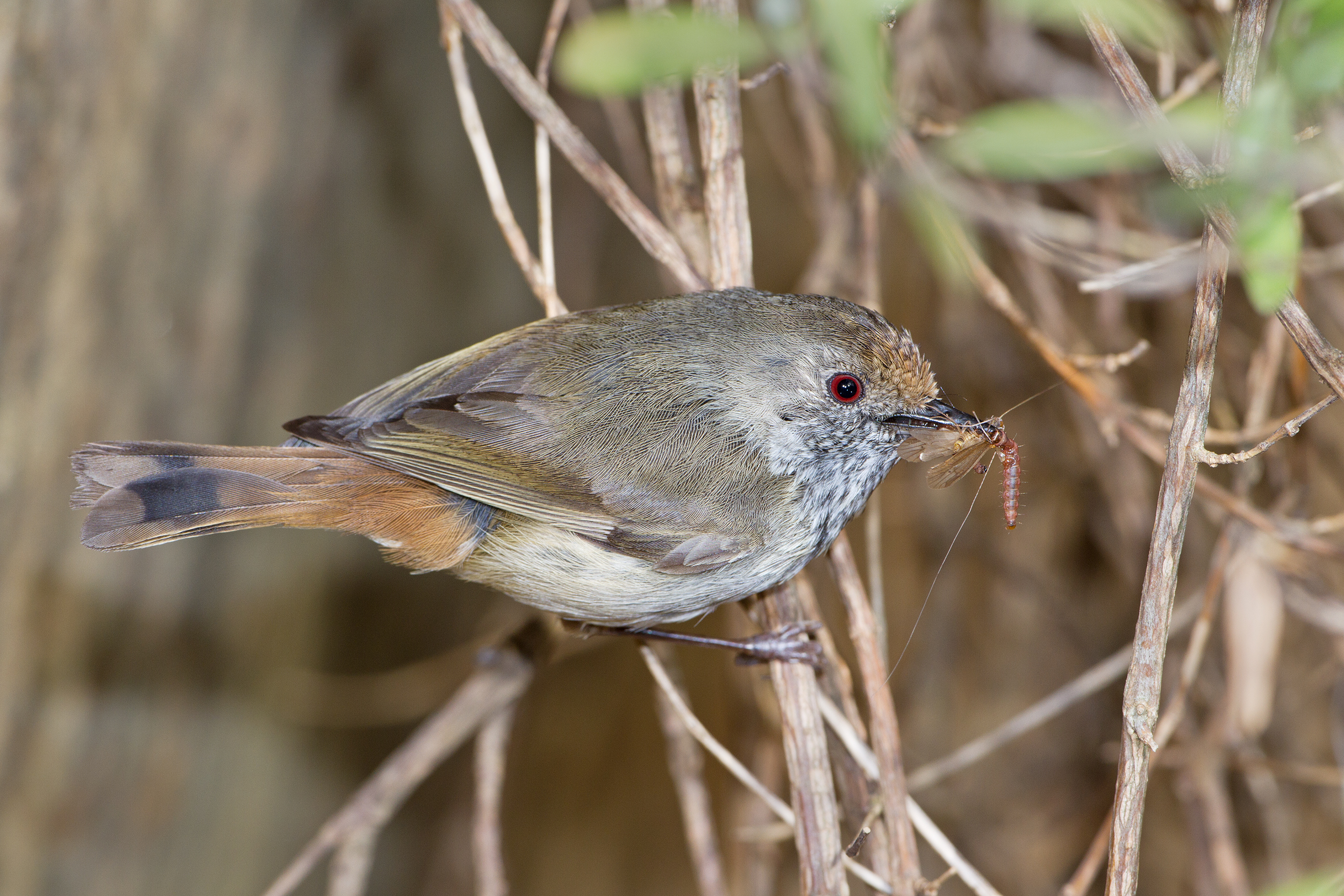
Бурий шиподзьоб

Довжина птаха становить 9-10 см, вага 7 г. Верхня частина тіла коричнева або оливково-коричнева, боки жовтуваті або жовтувато-оливкові. На тім'ї жовтувато-коричневий чубчик. Очі великі, темно-червоні. Горло і груди сірі, поцятвонані чорнуватими смужками. Гузка рудувата. На хвості чорна смужка, кічник хвоста білий.
Це вид птахів здатен імітувати звуки інших птахів і тварин.

## Поширення і екологія
Бурий шиподзьоб є ендеміком Австралії. Він мешкає на південному сході континенту, поблизу узбережжя, а також на Тасманії і інших невеликих острівцях.
Бурі шиподзьоби живуть в сухих лісах, чагарниках, прибережних заростях, а також в комишах і папороті поблизу річок і струмків, на висоті до 1200 м над рівнем моря. Це осілий птах на більшій частині свого ареалу, крім посушливих районів, звідки бурі шиподзьоби мігрують в сезон посухи.

## Підвиди
Виділяють шість підвидів:
- A. p. dawsonensis Campbell, AG, 1922 (східне узбережжя Квінсленду);
- A. p. pusilla (Shaw, 1790) (східне і південно-східне узбережжя Австралії);[8]
- A. p. samueli Mathews, 1913 (хребет Маунт-Лофті, південь Австралії);
- A. p. diemenensis Gould, 1838 (острови Кент в Бассовій протоці, Тасманія);[9]
- A. p. magnirostris Campbell, AJ, 1903 (острів Кінг в Бассовій протоці);
- A. p. zietzi North, 1904 (острів Кенгуру).

## Раціон
Бурі шиподзьоби здебільшого харчуються безхребетними, однак можуть споживати насіння, фрукти і нектар. Вони шукають здобич на землі, серед підліску, а також на нижніх гілках дерев і чагарників. Утворюють змішані зграї з жовтогузими шиподзьобами, білочеревими кущовиками, малими пустковиками і жовтими корольцями.

## Розмноження
Бурі шиподзьоби утворюють тривалі пари. Сезон розмноження триває з липня по січень. Гніздо куполоподібної форми, з закритим бічним входом розміщується в заростях, низько над землею. В кладці 2-4 яйця розміром 16×12 мм. Яйця білого кольору з коричневими плямками. Інкубаційний період триває 19 днів. 